# Anthoceros volkensii
Anthoceros volkensii là một loài rêu trong họ Anthocerotaceae. Loài này được Stephani mô tả khoa học đầu tiên năm 1916.